# Antonín Smital
Antonín Smital oder Anton Smital (* 1863 in Palonín/Pollein; † 1897 in Wien) war ein tschechisch-deutscher Schriftsteller und Übersetzer.
Smital schrieb unter anderem unter dem Pseudonym Oblomow kleine Skizzen in der Arbeiter-Zeitung, die nach dem Zeugnis  Stefan Großmanns unter anderem Alfred Polgar und Peter Altenberg begeisterten. Altenberg habe sogar zeitweilig davon geträumt, ein Buch mit abwechselnd eigenen und Smitals Skizzen zu veröffentlichen. Nach Smitals frühem Tod wurde er aber weitgehend vergessen (Goßmann nennt ihn als Beispiel für seine These „Ruhm ist Zufall“ und es sei „töricht zu glauben, jedes Talent finde die Förderung, die es verdiene“).

## Werke
- Übersetzung von Božena Němcová: Großmutter: Bilder aus dem böhmischen Landleben. Reclam, 1885
- Von Herzen Anton Smital mit Schmerzen. Roman 1894